# Hexatoma shirakii
Hexatoma shirakii är en tvåvingeart som först beskrevs av Edwards 1921.  Hexatoma shirakii ingår i släktet Hexatoma och familjen småharkrankar.
Artens utbredningsområde är Taiwan. Inga underarter finns listade i Catalogue of Life.